# Cohors IV Tungrorum
Die Cohors IV (oder IIII) Tungrorum [milliaria] [vexillatio] (deutsch 4. Kohorte der Tungerer [1000 Mann] [vexillatio]) war eine römische Auxiliareinheit. Sie ist durch Militärdiplome und Inschriften belegt.

## Namensbestandteile
- Tungrorum: der Tungerer. Die Soldaten der Kohorte wurden bei Aufstellung der Einheit aus dem Volk der Tungerer auf dem Gebiet der römischen Provinz Gallia Belgica rekrutiert.

- milliaria: 1000 Mann. Je nachdem, ob es sich um eine Infanterie-Kohorte (Cohors milliaria peditata) oder um einen gemischten Verband aus Infanterie und Kavallerie (Cohors milliaria equitata) handelte, lag die Sollstärke der Einheit entweder bei 800 oder 1040 Mann. Der Zusatz kommt in den Militärdiplomen von 121/132 bis 139 und dem Diplom von 162/203 sowie einer Inschrift[1] vor. In den Militärdiplomen von 121/132 bis 139 und der Inschrift wird statt milliaria das Zeichen {\displaystyle \infty } verwendet.

- vexillatio: eine Abordnung aus der Kohorte (siehe Vexillatio). Der Zusatz kommt in Militärdiplomen von 121/132 bis 161 vor.

Da es keine Hinweise auf den Namenszusatz equitata (teilberitten) gibt, ist davon auszugehen, dass es sich um eine Cohors milliaria peditata, eine reine Infanterie-Kohorte, handelt. Die Sollstärke der Einheit lag bei 800 Mann, bestehend aus 10 Centurien mit jeweils 80 Mann.

## Geschichte
Die Kohorte war in den Provinzen Noricum, Raetia und Mauretania Tingitana stationiert. Sie ist auf Militärdiplomen für die Jahre 95 bis 162/203 n. Chr. aufgeführt.
Der erste Nachweis der Einheit in Noricum beruht auf einem Diplom, das auf 95 datiert ist. In dem Diplom wird die Kohorte als Teil der Truppen aufgeführt (siehe Römische Streitkräfte in Noricum), die in der Provinz stationiert waren. Möglicherweise ist die Einheit auf zwei weiteren Diplomen für Noricum aufgeführt.
Zu einem unbestimmten Zeitpunkt wurde die Kohorte (bzw. nur eine Vexillation aus der Einheit) nach Raetia verlegt, wo sie erstmals durch ein Diplom nachgewiesen ist, das auf 121/132 datiert ist. In dem Diplom wird die Kohorte als Teil der Truppen aufgeführt (siehe Römische Streitkräfte in Raetia), die in der Provinz stationiert waren. Weitere Diplome, die auf 129 bis 140/147 datiert sind, belegen die Einheit in derselben Provinz.
Zu einem unbestimmten Zeitpunkt wurde die Kohorte nach Mauretania Tingitana verlegt, wo sie erstmals durch Diplome nachgewiesen ist, die auf 153 datiert sind. In den Diplomen wird die Kohorte als Teil der Truppen aufgeführt (siehe Römische Streitkräfte in Mauretania), die in der Provinz stationiert waren. Weitere Diplome, die auf 154 bis 162/203 datiert sind, belegen die Einheit in derselben Provinz.
Der letzte Nachweis der Einheit beruht auf einer Inschrift, die auf 222/232 datiert wird.

## Standorte
Standorte der Kohorte in Mauretania Tingitana waren möglicherweise:
- Volubilis: eine Inschrift[1] wurde hier gefunden.

## Angehörige der Kohorte
Folgende Angehörige der Kohorte sind bekannt:
- Iomatius, ein Soldat (AE 1982, 755)
- Tib(erius) Claudius Zeno, ein Tribun (IAM2,824)

## Cohors III Tungrorum
Auf dem Diplom von 139 ist eine Cohors III Tungrorum aufgeführt. Laut Paul Holder ist eine Cohors III Tungrorum aber sonst nicht belegt, so dass es sich hierbei vermutlich um die Cohors IV Tungrorum handeln dürfte.